# Corbulella gibba
Corbulella gibba är en mossdjursart som beskrevs av Gordon 1986. Corbulella gibba ingår i släktet Corbulella och familjen Calloporidae. Inga underarter finns listade i Catalogue of Life.